# کشور مستقل
کشور مستقل (به انگلیسی: sovereign state)، به کشوری گفته می‌شود که بالاترین سطح از حاکمیت را بر یک قلمرو مشخص دارد. به‌طور کلی این‌گونه پذیرفته شده که کشور مستقل، کشوری است که از نظر سیاسی و قانونی از دیگران، «استقلال» دارد. هنگام اشاره به یک واحد سیاسی مشخص، واژهٔ «کشور»، ممکن است به یک کشور تشکیل‌دهنده یا یک قلمرو وابسته نیز گفته شود.
یک کشور مستقل باید دارای جمعیت دائمی، قلمرو مشخص، دولتی مستقل (غیر وابسته به دولت دیگر) و توانایی برقراری روابط با سایر کشورهای مستقل باشد. در عمل، به رسمیت شناخته یا نشناخته شدن توسط دیگر کشورها، نقش مهمی در تعیین وضعیت یک کشور دارد. کشورهایی که به رسمیت شناخته نشده‌اند، معمولاً در برقراری روابط دیپلماتیک با سایر کشورهای مستقل، دچار مشکل می‌شوند.

## تاریخچه
در اواخر قرن نوزدهم، تمامی ساکنان زمین در قسمت‌هایی مختلف با مرزهای مشخص که توسط کشورهای گوناگون تعیین شده بود پخش شده بودند. پیش از آن مناطقی از زمین یا خالی از سکنه بودند یا صاحبی نداشتند یا اینکه افراد کوچ‌نشین در آنجا ساکن بودند و خوب این افراد توانایی تشکیل یک کشور را نداشتند. با این حال، هنوز هم نقاطی زیادی از زمین قابل سکونت توسط انسان نیستند، برای نمونه جنگل‌های آمازون که در بیشتر مناطق آن کسی زندگی نمی‌کند یا اینکه در آن بومیان یا افرادی که هنوز با محیط خارج رابطه‌ای نداشتند زندگی می‌کنند. همچنین کشورهایی هستند که هنوز کنترل دفاکتو (بالفعل) بر سرزمین خود را ندارند. نمونه آن سومالی می‌باشد.
در حال حاضر جامعهٔ جهانی از بیش از ۲۰۰ کشور مستقل که بیشتر آن‌ها عضو سازمان ملل متحد می‌باشند، تشکیل شده است. این کشورها طبق نظریه‌های روابط بین‌الملل، سیستمی را ایجاد می‌کنند که در آن تصمیمات یک کشور با در نظر گرفتن وضعیت دیگر کشورها اتخاذ می‌شود. از این رو، کشورهایی که در یک سیستم بین‌المللی جای می‌گیرند، با بحران‌های داخلی و خارجی روبه‌رو می‌شوند. در دهه‌های اخیر تصوری در مورد جامعهٔ جهانی ایجاد شده است و بازمی‌گردد به دولت‌هایی که قوانین، پروسه یا سازمان‌هایی را برای پیش بردن روابط خود ایجاد کرده‌اند. بدین ترتیب پایه‌های اصلی برای قوانین بین‌المللی، دیپلماسی، رژیم‌های رسمی و سازمان‌های وابسته به آن‌ها به وجود آمد.

## حاکمیت
حاکمیت، کلمه‌ای بوده است که از آن بسیار سوءاستفاده شده است. تا قرن ۱۹، مفهوم نژادپرستانهٔ استاندارد تمدن برای تقسیم انسان‌ها به دو گروه متمدن و فاقد تمدن و جامعهٔ هدفمند استفاده می‌شد. در آن زمان، حاکمیت مستقل یا وجود نداشت یا اینکه در مکانی پایین‌تر نسبت با مردم و کشورهای متمدن قرار داشت. لاسا اوپن‌هایم گفت: «مفهوم معنایی بحث برانگیزتر از حاکمیت تاکنون وجود نداشته است؛ و این امر مسلم است، که این مفهوم از زمان ورود به دانش سیاست تاکنون در همه جا با دید یکسان مورد پذیرش قرار نمی‌گیرد.» از نظر اووت قاضی دیوان عالی استرالیا «حاکمیت نه یک سؤال در مورد یک پدیده است، نه یک سؤال قانونی، در واقع سؤالی است که اصلاً مطرح نمی‌شود.»
حاکمیت با تعریف اصول خودمختاری و ممنوعیت به کار بردن زور یا تهدید، همان‌طور که در قوانین جدرن بین‌المللی جوس کوگانز تأکید شده است، مفهوم جدیدی پیدا کرده است. منشور سازمان ملل متحد، اعلامیه‌ای دربارهٔ حقوق و وظایف کشورهای عضو و منشور سازمان‌های منطقه‌ای بین‌المللی این موضوع را بیان می‌کنند، که تمامی کشورها دارای حقوق برابر و مسئولیت‌هایی هستند، که به این اصل که آن‌ها به عنوان فرد در قوانین بین‌المللی تعریف شده‌اند، بازمی‌گردد. حق یک ملت برای تعیین وضعیت سیاسی و حاکمیت دائم با در نظر گرفتن مرزهای مشخص کشور به صورت گسترده مورد پذیرش است.

## تفاوت ملت و دولت
در متون گوناگون نام‌های کشور، ملت و دولت به صورت هم‌معنی استفاده می‌شوند، ولی این صحیح نیست و آن‌ها در بعضی اوقات دارای تفاوت‌هایی هستند.
- ملت نشان‌گر مردمی است که دارای فرهنگ، مبدأ و تاریخ مشترک می‌باشند. با این حال، صفت ملی و بین‌المللی به صورت مکرر برای اشاره به مسائل مربوط به کشورهای مستقل، برای نمونه سرمایه ملی، قانون بین‌المللی استفاده می‌شود.
- دولت اشاره به مجموعه از نهادها می‌باشد که حاکمیت بر یک سرزمین و ساکنان آن را بر عهده دارند.

## به رسمیت شناختن
به رسمیت شناختن یه کشور، نشان‌دهنده تصمیم یک کشور مستقل، برای در نظر گرفتن یک سرزمین دیگر به عنوان یک کشور مستقل است. به رسمیت شناختن می‌تواند به صورت ضمنی یا رسمی با تبعات گوناگون صورت گیرد. این موضوع ربطی به برقراری روابط دیپلماتیک ندارد.
هیچ تعریفی از کشور مستقل میان تمامی اعضای جامعهٔ جهانی مورد قبول نیست. در عمل، دلایل این امر بیشتر سیاسی هستند تا قانونی. ال.سی. گرین با استناد به رسمیت شناختن دولت‌های متولد نشده لهستانی و چک در جنگ جهانی اول، توضیح می‌دهد «به رسمیت شناختن استقلال یک موضوع اختیاری است، برای هر کشوری این امکان وجود دارد که سرزمینی را به عنوان کشور مستقل بشناسد و این موضوع هیچ ارتباطی با وجود دولت یا حکومت در آن سرزمین ندارد.»
در قوانین بین‌المللی نظرات متفاوتی از اینکه چه کشورهایی را می‌توان به عنوان کشور مستقل در نظر گرفت وجود دارد.